# 관목

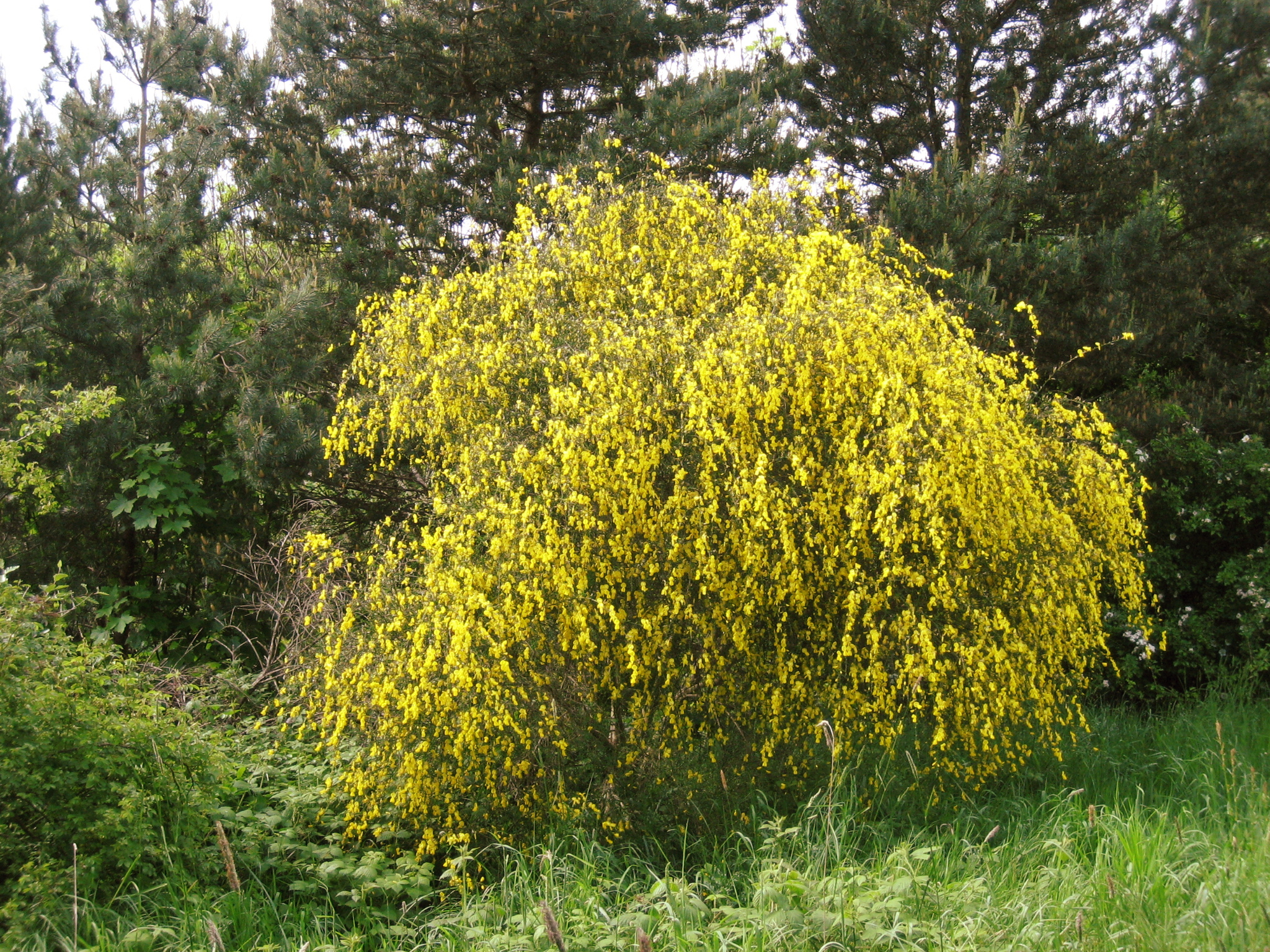
양골담초 관목

관목(灌木, 영어: shrub or bush) 또는 작은키나무는 키가 큰 나무가 아닌, 덤불로 구성되어 있는 나무이다. 봄에는 꽃이 피기도 한다. 떨기나무라고도 한다. 대개 키가 2미터 이하의 나무로 주된 줄기가 없이 많은 줄기를 가진다. 아파트 화단에서 주로 볼 수 있다.

## 같이 보기
- 교목